# P. Ballantine and Sons Brewing Company
P. Ballantine and Sons Brewing Company (с англ. — «Пивоваренная компания Питера Баллантайна и его сыновей») — американская пивоваренная компания, основанная в 1840 году, за счёт чего считается одним из старейших пивных брендов в США. На пике своего развития Ballantine была 3-й по величине пивоварней в США. В настоящее время бренд принадлежит и управляется компанией Pabst Brewing Company. На протяжении всей истории он был наиболее известен маркой пива Ballantine XXX Ale; однако в августе 2014 года Ballantine перезапустили выпуск индийского пейл-эля, который также получил очень положительные отзывы. Это стало попыткой руководства Pabst закрепиться на рынке крафтового пива.

## История

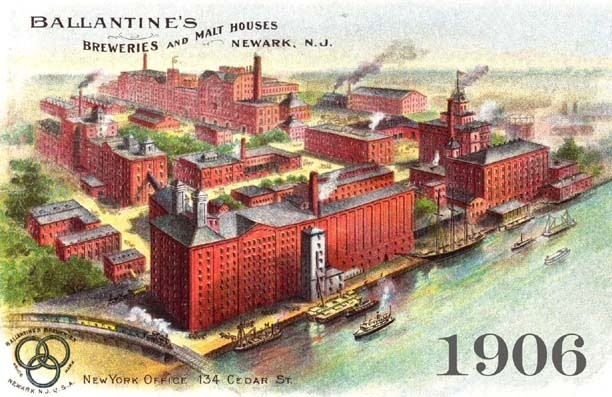
Пивоварня Ballantine в Ньюарке, Нью-Джерси, 1906 год

### Период Ballantine
Компания была основана в 1840 году в Ньюарке, штат Нью-Джерси, Питером Баллантайном (1791—1883), эмигрантом из Шотландии. Первоначально компания была зарегистрирована как Patterson & Ballantine Brewing Company, а для размещения цехов арендовалась старая пивоварня, построенная в 1805 году. Примерно в 1850 году Баллантайн выкупил долю своего партнёра и приобрёл землю возле реки Пассаик, чтобы в дальнейшей производить эль в этом месте. Трое его сыновей присоединились к бизнесу, и в 1857 году компания была переименована в P. Ballantine and Sons. Это название будет использоваться в течение следующих 115 лет, до мая 1972 года, когда последовало закрытие пивоварни. К 1879 году Ballantine являлась шестой по величине пивоварней в США, почти вдвое больше, чем Anheuser-Busch. B тот же период была открыта вторая пивоварня, также в Ньюарке, для производства лагерного пива, чтобы пополнить продуктовую линейку компании. Питер Баллантайн умер в 1883 году, а его старший сын всего несколькими месяцами ранее. После этого руководство компанией перешло к среднему сыну Баллантайна, который управлял ей до своей смерти в 1895 году. Младший сын умер в 1905 году.

### Период Frelinghuysen
После смерти последнего сына Питера Баллантайна руководство перешло к вице-президенту компании Джорджу Грисвольду Фрелингуйсену, женатому на внучке её основателя.
Фрелингхейзен был сыном Фредерика Теодора Фрелингуйсена и Матильды Элизабет Грисволд. В 1870 году он окончил Ратгерский университет, получил степень бакалавра права в Юридической школе Колумбийского университета в 1872 году и был принят в коллегию адвокатов Нью-Джерси и Нью-Йорка в 1872 и 1876 годах соответственно.
В 1920 году вступила в силу 18-я поправка, положив начало сухому закону. Компания была вынуждена консолидироваться, и начала производить солодовый сироп, чтобы остаться на плаву. Семья Баллантайнов продолжала владеть пивоваренной компанией на протяжении всего Сухого закона. Но к моменту принятия 21-й поправки, в 1933 году, Баллантайны решили её продать.

### Период Badenhausen
В 1933 году, после отмены сухого закона, компания Ballantine была приобретена двумя братьями, Карлом и Отто Баденхаузенами. Баденхаузены развивали бренд в самый успешный период — 1940-х и 1950-х годов, в основном за счёт продуманной рекламы. Ballantine Beer был первым телевизионным спонсором команды «Нью-Йорк Янкис». Именно в этот период бренд поднялся на третье место в рейтинге пива в США, а сама компания превратилась в одну из крупнейших частных американских корпораций. Пиво Ballantine пользовалось большим успехом в начале 1960-х годов, однако к середине десятилетия бренд начал терять былую популярность. В 1965 году Карл Баденхаузен продал компанию, но оставался у руля до своей пенсии — 1969 года.

### Упадок
В середине 1960-х компания пришла в упадок. Она утратила долю рынка в пользу более лёгких лагеров с меньшим содержанием алкоголя. Несмотря на рекламные усилия по возрождению популярности, в 1972 году владельцы пивоварни согласились продать бренд, компанию и все свои активы корпорации Falstaff Brewing Corporation.
Новое руководство закрыло пивоварню в Ньюарке, начало производить пиво в другом месте и лишь поверхностно придерживалось рецептов Баллантайна. Вскоре Falstaff были привлечены к суду за нарушение условий договора купли-продажи. По мнению экспертов, это произошло из-за того, что пиво оставалось верным своему первоначальному вкусовому профилю лишь первое время. У Falstaff начались финансовые трудности и в 1985 году компания была продана Pabst Brewing Company. Во время смены собственника оригинальные рецепты пива были утеряны.
Pabst продолжали варить некоторые из фирменных сортов пива Ballantine в конце 1980-х и 1990-х годах. В 1996 году компания прекратила производство индийского пейл-эля, постепенно отказавшись и от других сортов пива, за исключением флагманского Ballantine XXX Ale. На протяжении 2000-х и в 2010-х Pabst продолжали варить фирменный эль Ballantine, но его рецепт несколько раз менялся. Несмотря на смены владельцев и рецептов, многие дегустаторы, похоже, согласны с тем, что он сохраняет хотя бы некоторые намёки на свой первоначальный вкус. Среди наиболее заметных изменений напитка — это более низкая горечь, более низкое содержание алкоголя, меньшее количество хмеля и в целом гораздо менее напористый ароматический характер. Использование дистиллированного масла хмеля было полностью прекращено в 2014 года, когда Pabst Brewing Company перезапустили новую версию индийского пейл-эля.

### Возрождение
В августе 2014 года компания Pabst возродила производство индийского пейл-эля Ballantine. Согласно отчётам компании, оригинальный рецепт был давно утерян; однако были предприняты усилия, чтобы попытаться воссоздать вкус и характерный аромат оригинального продукта. Рецепт был реконструирован пивоваром Pabst Грегом Деусом. Воссоздавая вкус оригинального пива, он полагался на отчёты по аналитической химии 1930-х годов, в которых отслеживались свойства эля (алкоголь, горечь, уровень тяжести). Он также исследовал, какие ингредиенты могли использоваться при изготовление этого напитка, изучив исторические очерки и воспоминания любителей пива.
В сентябре 2014 года пивовар Грег Деус дал интервью, в котором обсуждал возможность возвращения других сортов пива из линейки Ballantine: «Что касается Ballantine, мы рассматриваем [возобновление производства] Brown Stout, у них также были Bock и Burton Ale, который очень сильно котировался [среди любителей пива]. Я хотел бы выпускать Burton Ale как настоящий эль в стиле барливайн, каким он был когда-то. […] Сейчас мы заняты перезапуском бренда Ballantine, и да, мы начинаем потихоньку задумываться о том, что мы ещё можем вернуть».
13 ноября 2014 г. Pabst объявила о завершении сделки по продаже Blue Ribbon Intermediate Holdings, LLC. Blue Ribbon — то партнёрству американского пивовара Юджина Кашпера и TSG Consumer Partners, частной инвестиционной компании из Сан-Франциско. Согласно предыдущим сообщениям, согласованная цена составляла около 700 миллионов долларов.
Поскольку в последние годы эль Ballantine XXX продавался в бутылках по 40 унций, в общественном сознании его часто связывают с Olde English 800 и другими солодовыми напитками. Это прямо противоречит нынешнему видению бренда руководством Pabst. Компания возродила индийский пейл-эль, чтобы выйти на рынок крафтового пива. В настоящее время неясно, предпримет ли Pabst шаги, чтобы привести Ballantine XXX Ale в большее соответствие с брендом перезапущенного индийского пейл-эля.
В июле 2015 года во время интервью с Джоном Холлом Кашпер намекнул на возможность строительства небольшой пивоварни в Ньюарке, штат Нью-Джерси, месте основана Ballantine.
16 ноября 2015 года руководство Pabst объявило, что намерено возродить марку Ballantine Burton Ale к рождественскому сезону 2015 года. Новая версия пива была также реконструирована Грегом Деусом. Этот эль в стиле барливайн имеет крепость 11,3 %, 75 IBU и начальную плотность 26,5 плато. Он больше не выдерживается 10-20 лет в дубовых бочках, но, чтобы воссоздать аромат оригинала, его хранят несколько месяцев в бочках, облицованных американским дубом. Основное отличие новой версии эля в его масштабах производства, так как оригинал готовился по спец-заказу только для высокопоставленных руководителей компании, их друзей и прочих VIP-персон, таких как президент США Гарри С. Трумэн. Согласно сообщениям Pabst, производство Ballantine Burton Ale будет сезонным. Каких-либо комментариев о дальнейшем реализации этой марки пива, после новогодних праздников 2015 года, не последовало.

## Логотип
На логотипе Ballantine изображены три соединённых между собой кольца, дизайн которых известен как Кольца Борромео. Согласно легенде, идея об использовании этого символа появилась у Питера Баллантайна после того, как он однажды заметил перекрывающиеся кольца конденсата, оставленные пивными стаканами на столе; однако этот логотип был введён лишь в 1879 году. В некоторых рекламных кампаниях середины 1900-х Питер Баллантайн назывался «Питом с тремя кольцами»; однако неизвестно, было ли это его прозвищем при жизни. Кольца символизируют «Чистоту, Тело и Вкус». Диктор команды «Нью-Йорк Янкис» Мел Аллен называл символ «знаком трёх колец».

## В популярной культуре

### В искусстве
- Художник Джаспер Джонс создал знаменитую скульптуру из двух банок Ballantine XXX Ale под названием «Раскрашенная бронза» (1960).
- Поп-арт-художник Том Вессельманн включил две банки пива Ballantine XXX в Натюрморт № 28 (1964).

### В военной среде
- Бутылки лагерного пива Ballantine занимают видное место на фотографии группы моряков, празднующих День победы над Японией на военно-морской авиабазе (NAS) Бьюфорт[англ.] в Бьюфорте, Южная Каролина[24].
- Во время Второй мировой войны компания Ballantine разработала пивную банку, окрашенную в тускло-оливковую краску, чтобы она не отражала солнечный свет и не выдавала позиции американских солдат[25].

### В политике
- В 1983 году президент Рональд Рейган поднял пинту разливного пива Ballantine Ale в одном из бостонских баров[26][27][28][29].
- Президент Гарри С. Трумэн получил бутылку престижного и очень редкого пива Burton Ale, которое никогда не продавалось в рознице, а презентовалось только в качестве подарков VIP-персонам.

### В музыке
- Согласно нескольким источникам, Фрэнк Синатра был поклонником Ballantine Ale и однажды даже упомянул его на сцене[1][4][30][31].
- Трио Beastie Boys упоминают пиво Ballantine в своей песне «High Plains Drifter». В частности, они ссылаются на ребусы, которые начали печатать на нижней стороне крышек от бутылок в эпоху Falstaff. «Я чувствую себя Стивом Маккуином, кинозвездой вышедшей в тираж. Посмотрев в зеркало заднего вида, я увидел полицейскую машину. Литры Баллантайна с ребусом на крышке, я не мог не заметить, что попал в область полицейского радара[англ.]».
- Рэпер GZA из хип-хоп супергруппы Wu-Tang Clan, как и другие участники клана, много раз упоминает Ballantine Ale во многих музыкальных произведениях коллектива. Наиболее заметным среди них является упоминание классического эля в композиции «7th Chamber» из альбома Enter the Wu-Tang (36 Chambers).
- Рэпер The Notorious B.I.G. упоминает пиво Ballantine в песне «Long Kiss Goodnight» своего второго альбома Life After Death. «Раздайте детям, которые полны смелости, как Валентайн, постоянно пейте Баллантайн».
- Музыкант Jay-Z упоминает Ballantine Ale в «The Joy», совместной работе с Канье Уэстом и Кёртисом Мэйфилдом. «Отхлебнув поп, шесть упаковок соусов Miller, Pink Champale, Ballantine Ale». Сегодня Champale также принадлежит Pabst.
- Jay-Z также упоминает Ballantine Ale в своём интервью 2010 года Чарли Роузу. Jay-Z рассказал о том, как он продавал крэк-кокаин. На вопрос Роуза: «Ты никогда не использовал его?» Рэпер ответил: «Нет. Крэк кокаин? Нет. [Смеётся] Давай, чувак. [Смеётся ещё сильнее] Это уже жесть, чувак. Только немного травки. Ballantine Ale. Guinness Stout»[32].
- Для обложки четвёртого альбома Led Zeppelin каждый участник группы выбрал и / или разработал индивидуальный символ. По некоторым версиям барабанщик группы Джон Бонэм выбрал для этой цели перевёрнутую версию логотипа Borromean Ballantine[10].
- Песня группы The Good Rats «City Liners» из альбома «Birth Comes To Us All» 1979 года содержит строчку: «И украсть пару Баллантайнов его отца»[33].

### В спорте
- Пивоваренная компания в период с 1940-х по 1960-е годы была спонсором бейсбольной команды «Нью-Йорк Янкис» на телевидении и радио. Командные комментаторы, в первую очередь легендарный Мел Аллен[англ.], прозвали хоум-раны «Янкис» «Ballantine Blasts». Рекламный джингл гласил: «Эй, возьми своё холодное пиво! Эй, возьми свой Баллантайн! … Просто поищи знак с тремя кольцами / И спроси продавца о Баллантайне». После чего Аллен советовал: «Ты будешь так рад, что сделал это»[17]. Также, с подачи руководства пивоварни Фил Риззуто стал официальным рекламным лицом команды после своего освобождения из тюрьмы. Спустя годы он был уволен из команды с целью сокращения расходов.
- В передачах «Нью-Йорк Янкис» демонстрировались рекламные ролики с джинглами «Baseball and Ballantine/ Baseball and Ballantine/ What a combination/ All across the nation/ Ballantine, Ballantine beer».
- Ballantine также выступали спонсорами бейсбольного клуба «Филадельфия Филлис» на радио и телевидении в 1950-х и 1960-х годах. На табло в правом центре поля на стадионе Connie Mack Stadium[англ.] в Филадельфии (ранее известном как Shibe Park) фигурировала вывеска Ballantine Ale длиной 60 футов (18 м).
- В 1963 и 1964 годах Ballantine спонсировали оркестр барабанщиков и горнистов[англ.] базирующийся в Ньюарке, под названием «Ballantine Brewers»[34].
- Компания P. Ballantine and Sons Brewing Company в течение короткого периода времени, в конце 1960-х, владела командой «Бостон Селтикс»[35].

### На радио
- Пиво Ballantine Ale выступал спонсором развлекательного комедийного радио-шоу Three Ring Time в начале 1940-х годов, ведущим которого был с Милтон Берл.

### На телевидении
- Пиво Ballantine было предпочтительным напитком Мартина Крейна[англ.] в телешоу Фрейзер. Он пьёт лагер во многих эпизодах сериала, в основном из банки. В седьмом сезоне (серия 24) он пьёт напиток в баре во время репетиционного ужина Дафны (героиня Джейн Ливз), оплакивая потерю Дафны и своего любимого Баллантайна, пивоварение которого, как он отметил, должно быть остановлено. В 15-й серии седьмого сезона, посвящённой Дню святого Валентина, он в шутку говорит своей пивной банке: «Ты будешь моим Баллантайном?»[36].
- В 1960-х годах актёр Мел Брукс адаптировал знаменитого пародийного персонажа «2000-летнего старика»[англ.], в виде 2500-летнего пивовара специально для рекламы пива Ballantine Beer. В интервью Дику Каветту в серии рекламных роликов пивовар (с немецким акцентом, в отличие от еврейского голоса 2000-летнего старика) говорил, что побывал внутри оригинального Троянского коня и «мог использовать шесть упаковок свежего воздуха»[37].
- Компания Ballantine Beer была титульным спонсором синдицированного вестерна / детективного телешоу Shotgun Slade[англ.].
- Ballantine XXX Ale занимает видное место во 7-м эпизоде второго сезона телесериала «Удивительная миссис Мейзел»[38].

## Президенты
- Питер Баллантайн[англ.] (1791—1883): с 1840 по 1883 год.
- Роберт Фрэнсис Баллантайн (1836—1905): возможно, с 1883 по 1905 год.
- Джордж Грисвольд Фрелингуйсен[англ.] (1851—1936): с 1905 по?
- Чарльз Брэдли: с? до 1929 года.
- Карл Баденхаузен (1894—1981): с 1933 по 21 мая 1964 года.
- Джон Э. Фаррелл: с 21 мая 1964 года[39] по 9 января 1967 года.
- Ричард Грибель: с 9 января 1967 года[40] по 17 февраля 1969 года.
- Джек Уолдрон[англ.]: с 17 февраля 1969 года[41] до 24 июня 1969 года.
- Стивен Д. Хеймс: с 24 июня 1969 года[42]